# Харьковский, Тимофей Васильевич
Тимофей Васильевич Харьковский (1898 — 19 февраля 1988) — русский военный деятель, участник Белого движения. Кавалер ордена Святителя Николая Чудотворца.

## Биография
Тимофей Харьковский родился в 1898 году. Служил в чине корнета в 12-м уланском Белгородском полку. После Октябрьской революции служил в Вооружённых силах Юга России и в Русской армии Врангеля. По состоянию на октябрь 1920 года служил в пулеметной команде в 3-м кавалерийском полку. Вместе с Русской армией Врангеля был эвакуирован из Крыма. Был награждён орденом Святителя Николая Чудотворца 2-й степени. По состоянию на 18 декабря 1920 года служил в составе 2-го кавалерийского полка на Галлипольском полуострове. Эмигрировал в США. Был произведён в ротмистры. Скончался 19 февраля 1988 года в Лейквуде.
Был женат на Зинаиде Ефремовне.